# Holubov
Holubov är en ort i Tjeckien.   Den ligger i regionen Södra Böhmen, i den sydvästra delen av landet, 130 km söder om huvudstaden Prag. Holubov ligger 514 meter över havet och antalet invånare är 1 102.
Terrängen runt Holubov är kuperad åt sydväst, men åt nordost är den platt.Runt Holubov är det ganska tätbefolkat, med 58 invånare per kvadratkilometer. Närmaste större samhälle är České Budějovice, 14,6 km nordost om Holubov. I omgivningarna runt Holubov växer i huvudsak blandskog.